# Élections législatives de 1993 dans le Doubs
Les élections législatives françaises de 1993  se déroulent les 21 et 28 mars 1993. Dans le département du Doubs, cinq députés sont à élire dans le cadre de cinq circonscriptions.

## Élus
| Circonscription | Député sortant       | Parti | Parti     | Député élu ou réélu | Parti | Parti     |
| --------------- | -------------------- | ----- | --------- | ------------------- | ----- | --------- |
| 1e              | Robert Schwint       |       | PS        | Claude Girard       |       | RPR       |
| 2e              | Michel Jacquemin     |       | UDF (CDS) | Michel Jacquemin    |       | UDF (CDS) |
| 3e              | Guy Bêche            |       | PS        | Monique Rousseau    |       | RPR       |
| 4e              | Huguette Bouchardeau |       | app. PS   | Jean Geney          |       | RPR       |
| 5e              | Roland Vuillaume     |       | RPR       | Roland Vuillaume    |       | RPR       |

## Positionnement des partis
Les candidats d'alliance RPR-UDF et divers droite se présentent sous la bannière de l'Union pour la France et ceux du Parti socialiste derrière l'Alliance des Français pour le Progrès. Par ailleurs, Les Verts et Génération écologie s'unissent sous l'étiquette Entente des écologistes.

## Résultats

### Résultats à l'échelle du département
| Parti          | Parti                                 | Premier tour | Premier tour | Second tour | Second tour | Sièges |
| Parti          | Parti                                 | Voix         | %            | Voix        | %           | Sièges |
| -------------- | ------------------------------------- | ------------ | ------------ | ----------- | ----------- | ------ |
|                | Rassemblement pour la République      | 67 523       | 32,17        | 67 989      | 40,20       | 4      |
|                | Union pour la démocratie française    | 27 053       | 12,89        | 25 174      | 14,89       | 1      |
|                | Divers droite                         | 1 251        | 0,60         |             |             | 0      |
|                | Union pour la France                  | 95 827       | 45,65        | 93 163      | 55,09       | 5      |
|                |                                       |              |              |             |             |        |
|                | Parti socialiste                      | 42 388       | 20,19        | 75 947      | 44,91       | 0      |
|                | Divers gauche (Maj. prés.)            | 880          | 0,42         |             |             | 0      |
|                | Alliance des Français pour le progrès | 43 268       | 20,61        | 75 947      | 44,91       | 0      |
|                |                                       |              |              |             |             |        |
|                | Les Verts                             | 9 423        | 4,49         |             |             | 0      |
|                | Génération écologie                   | 6 633        | 3,16         | 0           |             |        |
|                | Entente des écologistes               | 16 056       | 7,65         |             |             | 0      |
|                |                                       |              |              |             |             |        |
|                | Front national                        | 25 361       | 12,08        |             |             | 0      |
|                | Extrême gauche dont LO et SÉGA        | 15 311       | 7,29         | 0           |             |        |
|                | Parti communiste français             | 6 956        | 3,31         | 0           |             |        |
|                | Divers écologiste dont LT-LNÉ         | 6 954        | 3,31         | 0           |             |        |
|                | Divers (Parti de la loi naturelle)    | 171          | 0,08         | 0           |             |        |
|                |                                       |              |              |             |             |        |
| Inscrits       | Inscrits                              | 317 564      | 100,00       | 251 809     | 100,00      | 5      |
| Abstentions    | Abstentions                           | 93 682       | 29,5         | 69 595      | 27,64       |        |
| Votants        | Votants                               | 223 882      | 70,5         | 182 214     | 72,36       |        |
| Blancs et nuls | Blancs et nuls                        | 13 978       | 6,24         | 13 104      | 7,19        |        |
| Exprimés       | Exprimés                              | 209 904      | 93,76        | 169 110     | 92,81       |        |

### Résultats par circonscription

#### Première circonscription (Besançon-Ouest)
| Candidat       | Candidat               | Parti                      | Premier tour | Premier tour | Second tour | Second tour |  |
| Candidat       | Candidat               | Parti                      | Voix         | %            | Voix        | %           |  |
| -------------- | ---------------------- | -------------------------- | ------------ | ------------ | ----------- | ----------- |  |
|                | Claude Girard élu      | RPR (UPF)                  | 16 151       | 40,87        | 22 514      | 54,36       |  |
|                | Robert Schwint sortant | PS (ADFP)                  | 9 722        | 24,6         | 18 901      | 45,64       |  |
|                | Robert Sennerich       | FN                         | 4 631        | 11,72        |             |             |  |
|                | Bruno Legeard          | Les Verts (EÉ)             | 3 193        | 8,08         |             |             |  |
|                | Martine Bultot         | SÉGA                       | 2 118        | 5,36         |             |             |  |
|                | Jean-Pierre Adami      | PCF                        | 1 376        | 3,48         |             |             |  |
|                | René Leroux            | LT-LNÉ                     | 1 023        | 2,59         |             |             |  |
|                | Nicole Friess          | LO                         | 696          | 1,76         |             |             |  |
|                | Jean-Pierre Plaza      | Divers droite              | 410          | 1,04         |             |             |  |
|                | Jean Fortunet          | PLN                        | 171          | 0,43         |             |             |  |
|                | Pierrette Honnin       | Divers gauche (Maj. prés.) | 31           | 0,08         |             |             |  |
|                |                        |                            |              |              |             |             |  |
| Inscrits       | Inscrits               | Inscrits                   | 58 977       | 100,00       | 58 969      | 100,00      |  |
| Abstentions    | Abstentions            | Abstentions                | 17 181       | 29,13        | 14 603      | 24,76       |  |
| Votants        | Votants                | Votants                    | 41 796       | 70,87        | 44 366      | 75,24       |  |
| Blancs et nuls | Blancs et nuls         | Blancs et nuls             | 2 274        | 5,44         | 2 951       | 6,65        |  |
| Exprimés       | Exprimés               | Exprimés                   | 39 522       | 94,56        | 41 415      | 93,35       |  |

#### Deuxième circonscription (Besançon-Est)
| Candidat       | Candidat                       | Parti             | Premier tour | Premier tour | Second tour | Second tour |  |
| Candidat       | Candidat                       | Parti             | Voix         | %            | Voix        | %           |  |
| -------------- | ------------------------------ | ----------------- | ------------ | ------------ | ----------- | ----------- |  |
|                | Michel Jacquemin sortant réélu | UDF (CDS)         | 18 695       | 43,44        | 25 174      | 57,1        |  |
|                | Jean-Louis Fousseret           | PS (ADFP)         | 9 107        | 21,16        | 18 912      | 42,9        |  |
|                | Raymond Bellaud                | FN                | 5 307        | 12,33        |             |             |  |
|                | Jean-Philippe Gallat           | GÉ (EÉ)           | 3 443        | 8            |             |             |  |
|                | Evelyne Ternant                | PCF               | 1 622        | 3,77         |             |             |  |
|                | Patrick Pierlot                | SÉGA              | 1 320        | 3,07         |             |             |  |
|                | Marie-France Roche             | LO                | 909          | 2,11         |             |             |  |
|                | Patrick Bouden                 | LT-LNÉ            | 900          | 2,09         |             |             |  |
|                | André Nachin                   | Divers écologiste | 897          | 2,08         |             |             |  |
|                | Jean-Claude Joyeux             | Divers droite     | 841          | 1,95         |             |             |  |
|                |                                |                   |              |              |             |             |  |
| Inscrits       | Inscrits                       | Inscrits          | 65 245       | 100,00       | 65 216      | 100,00      |  |
| Abstentions    | Abstentions                    | Abstentions       | 19 435       | 29,79        | 17 789      | 27,28       |  |
| Votants        | Votants                        | Votants           | 45 810       | 70,21        | 47 427      | 72,72       |  |
| Blancs et nuls | Blancs et nuls                 | Blancs et nuls    | 2 769        | 6,04         | 3 341       | 7,04        |  |
| Exprimés       | Exprimés                       | Exprimés          | 43 041       | 93,96        | 44 086      | 92,96       |  |

#### Troisième circonscription (Montbéliard)
| Candidat       | Candidat               | Parti          | Premier tour | Premier tour | Second tour | Second tour |  |
| Candidat       | Candidat               | Parti          | Voix         | %            | Voix        | %           |  |
| -------------- | ---------------------- | -------------- | ------------ | ------------ | ----------- | ----------- |  |
|                | Monique Rousseau élue  | RPR            | 11 648       | 27,87        | 23 165      | 55,38       |  |
|                | Guy Bêche sortant      | PS (ADFP)      | 9 276        | 22,19        | 18 662      | 44,62       |  |
|                | Marcel Bonnot          | UDF (CDS)      | 8 358        | 20           | Retrait     | Retrait     |  |
|                | Léon Colino            | FN             | 4 636        | 11,09        |             |             |  |
|                | Jacques Hélias         | GÉ (EÉ)        | 3 190        | 7,63         |             |             |  |
|                | Joseph Adami           | PCF            | 1 248        | 2,99         |             |             |  |
|                | Jean-Marie Pietoukhoff | LT-LNÉ         | 1 179        | 2,82         |             |             |  |
|                | Christian Driano       | LO             | 1 159        | 2,77         |             |             |  |
|                | Bruno Lemerle          | SÉGA           | 1 101        | 2,63         |             |             |  |
|                |                        |                |              |              |             |             |  |
| Inscrits       | Inscrits               | Inscrits       | 62 856       | 100,00       | 62 861      | 100,00      |  |
| Abstentions    | Abstentions            | Abstentions    | 18 445       | 29,34        | 17 574      | 27,96       |  |
| Votants        | Votants                | Votants        | 44 411       | 70,66        | 45 287      | 72,04       |  |
| Blancs et nuls | Blancs et nuls         | Blancs et nuls | 2 616        | 5,89         | 3 460       | 7,64        |  |
| Exprimés       | Exprimés               | Exprimés       | 41 795       | 94,11        | 41 827      | 92,36       |  |

#### Quatrième circonscription (Audincourt)
| Candidat       | Candidat            | Parti                      | Premier tour | Premier tour | Second tour | Second tour |  |
| Candidat       | Candidat            | Parti                      | Voix         | %            | Voix        | %           |  |
| -------------- | ------------------- | -------------------------- | ------------ | ------------ | ----------- | ----------- |  |
|                | Jean Geney élu      | RPR (UPF)                  | 15 837       | 38,18        | 22 310      | 53,4        |  |
|                | Pierre Moscovici    | PS (ADFP)                  | 8 012        | 19,31        | 19 472      | 46,6        |  |
|                | André Jacquot       | FN                         | 5 749        | 13,86        |             |             |  |
|                | Serge Paganelli     | SÉGA                       | 4 934        | 11,89        |             |             |  |
|                | Gérard Mamet        | Les Verts (EÉ)             | 2 896        | 6,98         |             |             |  |
|                | Jean Pietoukhoff    | LT-LNÉ                     | 1 685        | 4,06         |             |             |  |
|                | Daniel Jeannin      | PCF                        | 1 332        | 3,21         |             |             |  |
|                | Georges Kvartskhava | LO                         | 913          | 2,2          |             |             |  |
|                | Christiane Gosseau  | Divers gauche (Maj. prés.) | 126          | 0,3          |             |             |  |
|                |                     |                            |              |              |             |             |  |
| Inscrits       | Inscrits            | Inscrits                   | 64 765       | 100,00       | 64 763      | 100,00      |  |
| Abstentions    | Abstentions         | Abstentions                | 20 516       | 31,68        | 19 629      | 30,31       |  |
| Votants        | Votants             | Votants                    | 44 249       | 68,32        | 45 134      | 69,69       |  |
| Blancs et nuls | Blancs et nuls      | Blancs et nuls             | 2 765        | 6,25         | 3 352       | 7,43        |  |
| Exprimés       | Exprimés            | Exprimés                   | 41 484       | 93,75        | 41 782      | 92,57       |  |

#### Cinquième circonscription (Pontarlier)
|                | Roland Vuillaume sortant réélu | RPR (UPF)                  | 23 887 | 54,21  |  |  |  |
|                | Yves Lagier                    | PS (ADFP)                  | 6 271  | 14,23  |  |  |  |
|                | Michel Devillers               | FN                         | 5 038  | 11,43  |  |  |  |
|                | Jean-Marie Durand              | Les Verts (EÉ)             | 3 334  | 7,57   |  |  |  |
|                | Claude Faivre                  | SÉGA                       | 1 395  | 3,17   |  |  |  |
|                | Alain Vuillaume                | PCF                        | 1 378  | 3,13   |  |  |  |
|                | Colette Laval                  | LT-LNÉ                     | 1 270  | 2,88   |  |  |  |
|                | Jean-Pierre Poissenot          | LO                         | 766    | 1,74   |  |  |  |
|                | Patrick Donzelot               | Divers gauche (Maj. prés.) | 723    | 1,64   |  |  |  |
|                |                                |                            |        |        |  |  |  |
| Inscrits       | Inscrits                       | Inscrits                   | 65 721 | 100,00 |  |  |  |
| Abstentions    | Abstentions                    | Abstentions                | 18 105 | 27,55  |  |  |  |
| Votants        | Votants                        | Votants                    | 47 616 | 72,45  |  |  |  |
| Blancs et nuls | Blancs et nuls                 | Blancs et nuls             | 3 554  | 7,46   |  |  |  |
| Exprimés       | Exprimés                       | Exprimés                   | 44 062 | 92,54  |  |  |  |